# Cordero de mantequilla

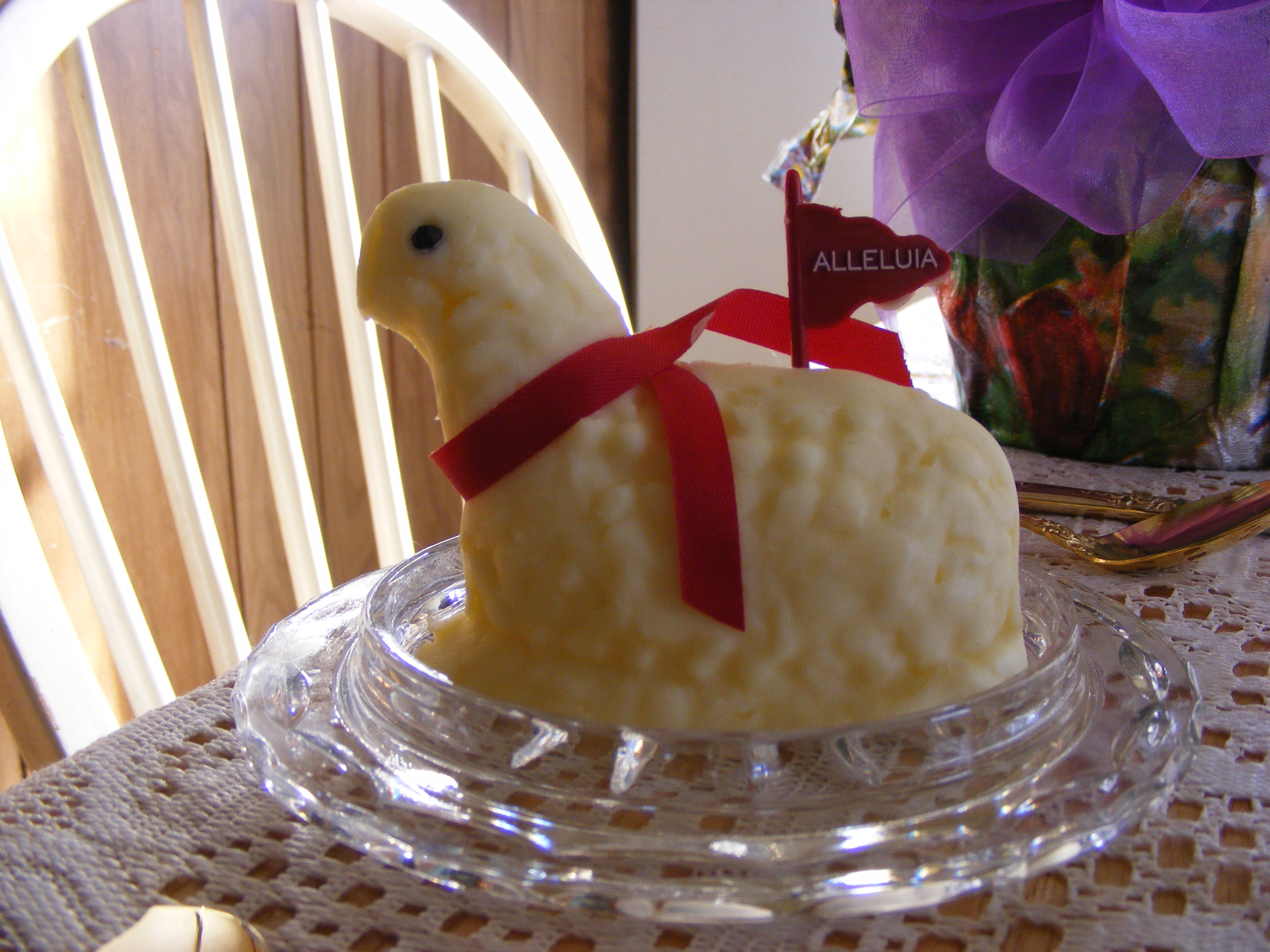
Cordero de mantequilla.

El cordero de mantequilla (baranek wielkanochy) es un complemente tradicional a la comida de Pascua para muchos católicos polacos. Se elabora dándole a la mantequilla la forma de cordero, bien a mano o con la ayuda de un molde. También se vende en tiendas y mercados especializados, y en algunos comercios de alimentación convencionales en la época de Semana Santa.
Con frecuencia los ojos se representan con granos de pimienta y se le pone en el lomo un estandarte blanco con una cruz roja en un mondadientes. 